# Froł Agafonow
Froł Jegorowicz Agafonow (ros. Фрол Его́рович Агафо́нов; ur. 2 października?/15 października 1905 we wsi Dołgoje w guberni kałuskiej, zm. 30 września 1998 w Rostowie) – porucznik Armii Czerwonej, Bohater Związku Radzieckiego (1945).

## Życiorys
Po ukończeniu 1918 szkoły podstawowej pracował w gospodarstwie, później był przewodniczącym kołchozu.
W latach 1927–1929 i 1939–1946 służył w Armii Czerwonej, uczestnik agresji ZSRR na Polskę i agresji ZSRR na Finlandię, 1940 ukończył wojskową szkołę inżynieryjno-techniczną. Uczestnik wojny z Niemcami od 1941, dowódca plutonu 389 samodzielnego batalionu saperów 222 Dywizji Strzeleckiej w składzie 33. Armii, walczył na Froncie Zachodnim i 1. Froncie Białoruskim, później 2. Froncie Białoruskim.
Latem 1943 w obwodzie smoleńskim dowodzony przez niego pluton odparł atak Niemców, a on sam zabił żołnierza z oddziału karabinów maszynowych i zdobył broń, 23 grudnia 1943 k. wsi Tułowo w obwodzie witebskim przeprowadził swój oddział przez pole minowe, został ranny podczas tej akcji, mimo to nie opuścił pola walki do momentu ukończenia zadania. 27 czerwca 1944 pod ogniem przeciwnika brał udział w przeprawie przez Dniepr w pobliżu Szkłowa; łącznie od kwietnia 1943 do czerwca 1944 dowodzony przez niego pluton wykonał 16 przejść przez pola minowe, zneutralizował 3400 min wroga i zbudował 46 bunkrów i stanowisk obserwacyjnych. Uchwałą Prezydium Rady Najwyższej ZSRR z 24 marca 1945 za wzorowe wykonywanie zadania dowodzenia i przejawianie męstwa i bohaterstwa w walkach z niemiecko-faszystowskim najeźdźcą otrzymał tytuł Bohatera ZSRR. Od 1946 w rezerwie, od 1949 w WKP(b).
Mieszkał w Rostowie, gdzie zmarł i został pochowany.

## Odznaczenia
- Złota Gwiazda Bohatera ZSRR (24 marca 1945)
- Order Lenina (24 marca 1945)
- Order Wojny Ojczyźnianej I klasy
- Order Wojny Ojczyźnianej II klasy
- Order Czerwonej Gwiazdy (dwukrotnie)

I medale.